# Tetrafluormethan
Tetrafluormethan neboli fluorid uhličitý (CF4) je organická sloučenina patřící mezi halogenderiváty uhlovodíků.

## Vazby
Vazby mezi atomy uhlíku a fluoru jsou nejsilnější vazby v organické chemii (vazby mají energii 515 kJ/mol).

## Reakce
Kvůli silným C-F vazbám je tetrafluormethan, stejně jako ostatní fluorované uhlovodíky, velmi stabilní. Je inertní ke kyselinám a hydroxidům, avšak s alkalickými kovy reaguje explozivně. Jeho tepelným rozkladem vznikají toxické plyny (karbonylfluorid a oxid uhelnatý) a v přítomnosti H2O často také fluorovodík.

## Příprava
Čistý tetrafluormethan byl poprvé připraven v roce 1926.
CF4 může být připraven v laboratoři reakcí karbidu křemíku s fluorem:
SiC + 2 F2 → CF4 + Si.
Často je také připravován fluorací oxidu uhličitého, oxidu uhelnatého nebo fosgenu fluoridem siřičitým. Průmyslově se vyrábí reakcí fluoru s dichlordifluormethanem nebo chlortrifluormethanem, také je vytvářen během elektrolýzy fluoridů kovů za použití uhlíkové elektrody.

## Použití
Tetrafluormethan se používá v elektronické mikrovýrobě samotný nebo v kombinaci s kyslíkem jako plazmový leptač pro křemík, oxid křemičitý a nitrid křemičitý.

## Nebezpečnost pro životní prostředí
Tetrafluormethan je silný skleníkový plyn. Je velmi stabilní, poločas rozpadu v atmosféře je asi 50 000 let a je 6 500krát silnějším skleníkovým plynem než oxid uhličitý.
V Guinnessově knize rekordů je tetrafluormethan uveden jako nejvíce perzistentní skleníkový plyn.

## Zdravotní rizika
V závislosti na koncentraci může vdechování CF4 způsobit bolesti hlavy, nauzeu, závratě a poškození krevního oběhu.

## Podobné sloučeniny
- Fluormethan
- Difluormethan
- Fluoroform
- Hexafluorethan
- Oktafluorpropan